# Diplocolenus rustavelicus
Diplocolenus rustavelicus är en insektsart som beskrevs av Logvinenko 1971. Diplocolenus rustavelicus ingår i släktet Diplocolenus och familjen dvärgstritar. Inga underarter finns listade i Catalogue of Life.